# Wilkowo (powiat Kętrzyński)
Wilkowo (Duits: Wilkendorf) is een dorp in de Poolse woiwodschap Ermland-Mazurië. De plaats maakt deel uit van de gemeente Kętrzyn en telt 248 inwoners.